# Paráfrasis
La paráfrasis  (derivado del latín paraphrasis, del griego παράφρασις, παρά- [para] 'junto a', y φρασις [phrasis], 'dicción, expresión', que significa 'forma adicional de expresión'), coloquialmente parafraseo, es la explicación con palabras propias del contenido de un texto para facilitar la comprensión de la información que contenga dicho texto o contenido.
La paráfrasis consiste en decir con palabras más sencillas y con menos palabras técnicas las ideas propias obtenidas de un 
texto predeterminado. Así, se facilita su comprensión, ya que se expresa la información original extraída de una forma diferente bajo el mismo código de comunicación. La paráfrasis es también una forma rápida y sencilla de adquirir conocimientos, ya que parafrasear un texto facilita recordar lo leído.[cita requerida]
Paráfrasis puede entenderse también como una «traducción» que da al texto una visión clara, precisa y didáctica para otros lectores. No se trata de una «traducción» a otro idioma, sino una forma de resumir un texto con las palabras propias de un individuo.[cita requerida]
La palabra española «paráfrasis» procede de la latina paraphrăsis, que a su vez procede de la griega παράφρασις: imitación del texto original, que se imita sin reproducirlo, empleando para ello otro lenguaje, normalmente más sencillo y práctico.

## Tipos de paráfrasis
Básicamente existen dos tipos de paráfrasis: la paráfrasis mecánica y la paráfrasis constructiva
- Una paráfrasis, coloquialmente parafraseo, puede dar como resultado un mensaje completamente nuevo y diferente al original en lo que respecta a la forma, pero es importante que el sentido sea conservado y transmitido correctamente.  La paráfrasis puede realizarse tanto en el discurso escrito como en la oralidad. Cuando se parafrasea, se busca transmitir el mensaje original de una manera más breve o explicar algo de una forma más sencilla. Es por eso que se trata de una estrategia muy útil para estudiar o enseñar contenidos, dado que también facilita la memorización de textos.  Asimismo, se utiliza la paráfrasis cuando un poema se convierte a prosa (prosificación) o viceversa, es decir, cuando un texto narrativo se pasa a verso, y también al traducir un texto de una lengua a otra.
  - Puede servirte: Citas textuales

- 1. Explicación o comentario que se añade a un texto difícil de entender para aclararlo.  "hizo una paráfrasis del texto bíblico para que los niños comprendieran su significado"  Frase que expresa el mismo contenido que otra pero con diferente estructura sintáctica.  "la frase no es sino una paráfrasis del célebre aforismo de Breton

os.[cita requerida]
- La paráfrasis constructiva es la reelaboración del enunciado, dando origen a otro con palabras o características que pueden ser muy distintas, pero que conservan el mismo significado.[cita requerida]

### Ejemplos de paráfrasis
- Texto original

La iglesia estaba ya vacía. Dos hombres esperaban ya en la puerta a Pedro Páramo, quien se juntó con ellos y juntos siguieron el féretro que aguardaba descansando encima de los hombros de cuatro caporales de la Media Luna.
- Paráfrasis mecánica:

El templo había sido ya desocupado. Un par de hombres aguardaban ya en la entrada a Pedro Páramo, que se unió a ellos y en compañía siguieron el ataúd que esperaba descansando en los hombros de cuatro capataces de la Media Luna.
- Paráfrasis constructiva:

La iglesia ya estaba vacía. En la puerta dos hombres esperaban a Pedro Páramo; los tres siguieron el féretro que descansaba sobre los hombros de cuatro caporales de la Media Luna.

## Usos de las paráfrasis

### En literatura y lenguaje
Se hace uso de la paráfrasis en la exégesis de textos literarios. Por ejemplo, Fray Luis de León hizo versiones parafrásticas del Cantar de los Cantares y del Libro de Job, pertenecientes ambos al Antiguo Testamento. También se consideran paráfrasis la prosificación del verso y la versificación de la prosa. Es también un recurso que se basa en el uso de sinónimos para evitar repeticiones. En el caso de palabras sin un equivalente, estas pueden ser reemplazadas por una locución o por una frase.
Asimismo, se recurre a la paráfrasis en las traducciones de un idioma.

#### Otros ejemplos
- Antigüedades de los Judíos de Flavio Josefo

### En aprendizaje
También es un recurso didáctico y que facilita la adquisición de conocimiento y su memorización. Entre otros:
- Se aprovecha esta figura retórica para ejercitar la redacción.

- Los profesores y los estudiantes hacen uso de la paráfrasis cuando asimilan primero el contenido de una lección y después lo expresan con palabras distintas, tratando de que nada esencial sea omitido en la exposición y de que esta sea perfectamente comprendida por el auditorio.

### En resolución de conflictos
Por otro lado, en el método alternativo de resolución de conflictos, uno de los principales recursos del mediador o conciliador es la paráfrasis: repite la idea que ha transmitido una de las partes en conflicto, con el mismo criterio o punto de vista aunque con otras palabras.